# Compsomelissa quadratifera
Compsomelissa quadratifera är en biart som först beskrevs av Cockerell 1934.  Compsomelissa quadratifera ingår i släktet Compsomelissa och familjen långtungebin. Inga underarter finns listade i Catalogue of Life.